# Chondroscaphe eburnea
Chondroscaphe eburnea là một loài thực vật có hoa trong họ Lan. Loài này được (Dressler) Dressler mô tả khoa học đầu tiên năm 2001.